# Pierre Molinéris
Pierre Molinéris (Nice, 21 de maio de 1920 - Villard-de-Lans, 7 de fevereiro de 2009) é um ciclista francês que foi profissional entre 1943 e 1955, conseguindo 42 vitórias durante estes anos.
É o pai de Jean-Luc Molinéris, ciclista profissional entre 1971 e 1977.

## Palmarés
- 1943
  - 1º na Saint Etienne-Le Puy
- 1944
  - 1º no Prêmio de Saint-Chamond
- 1945
  - Campeão do Loira
  - 1º no Grande Prêmio da Libertação em Nice
  - 1º no Prêmio de Nice
- 1946
  - 1º no Grande Prêmio de Vercors
  - 1º no Prêmio de Toulon
- 1947
  - 1º na Nice-Puget-Théniers-Nice
  - 1º no Prêmio de Besançon
- 1948
  - 1º no Circuito das 6 Províncias
  - 1º no Tour do alta Saboia
  - 1º na Firminy-Roanne-Firminy
  - 1º na Nice-Puget-Théniers-Nice
  - 1º na Nice-Mont Agel
- 1949
  - 1º no Prêmio de Grenoble
  - 1º na Poly em Lyon
  - Vencedor de uma etapa do Critèrium do Dauphiné Libéré
- 1950
  - 1º no Grande Prêmio do Pneu a Montluçon
  - 1º no Circuito de Monte Branco
  - 1º no Circuito do Aulne
  - 1º no Prêmio de Moulins
  - 1º no Prêmio de Nantua
- 1951
  - 1º na Paris-Saint Amand Montrond
  - 1º no Circuito de Morbihan
  - 1º no Prêmio de Thiers
- 1952
  - Vencedor de uma etapa ao Tour de France
  - Vencedor de 2 etapas ao Critèrium do Dauphiné Libéré
  - 1º na Ronda de Mônaco
  - 1º no Prêmio de Barcelonette
- 1953
  - Vencedor de uma etapa dos Boucles da Gartempe
  - 1º no Circuito do Ventor
  - 1º no Circuito de Monte Branco
  - 1º no Grande Prêmio de Espéraza
  - 1º no Prêmio de Aurillac
  - 1º no Prêmio de Ussel
- 1954
  - Vencedor de uma etapa do Tour do Sudeste
  - 1º no Circuito das Vale de Ossau
  - 1º no Prêmio de Commentry
  - 1º no Prêmio de Saint-Vallier
- 1955
  - 1º no Circuito de Monte Branco
  - 1º no Grande Prêmio do Pneu a Montluçon

### Resultados ao Tour de France
- 1948. Abandona (14ª etapa)
- 1949. Abandona (5ª etapa)
- 1950. 36º da classificação geral
- 1951. Abandona (15ª etapa)
- 1952. Abandona (18ª etapa). Vencedor de uma etapa
- 1953. 38º da classificação geral
- 1954. 59º da classificação geral
- 1955. Abandona (7ª etapa)